# Ligny 1815 Museum

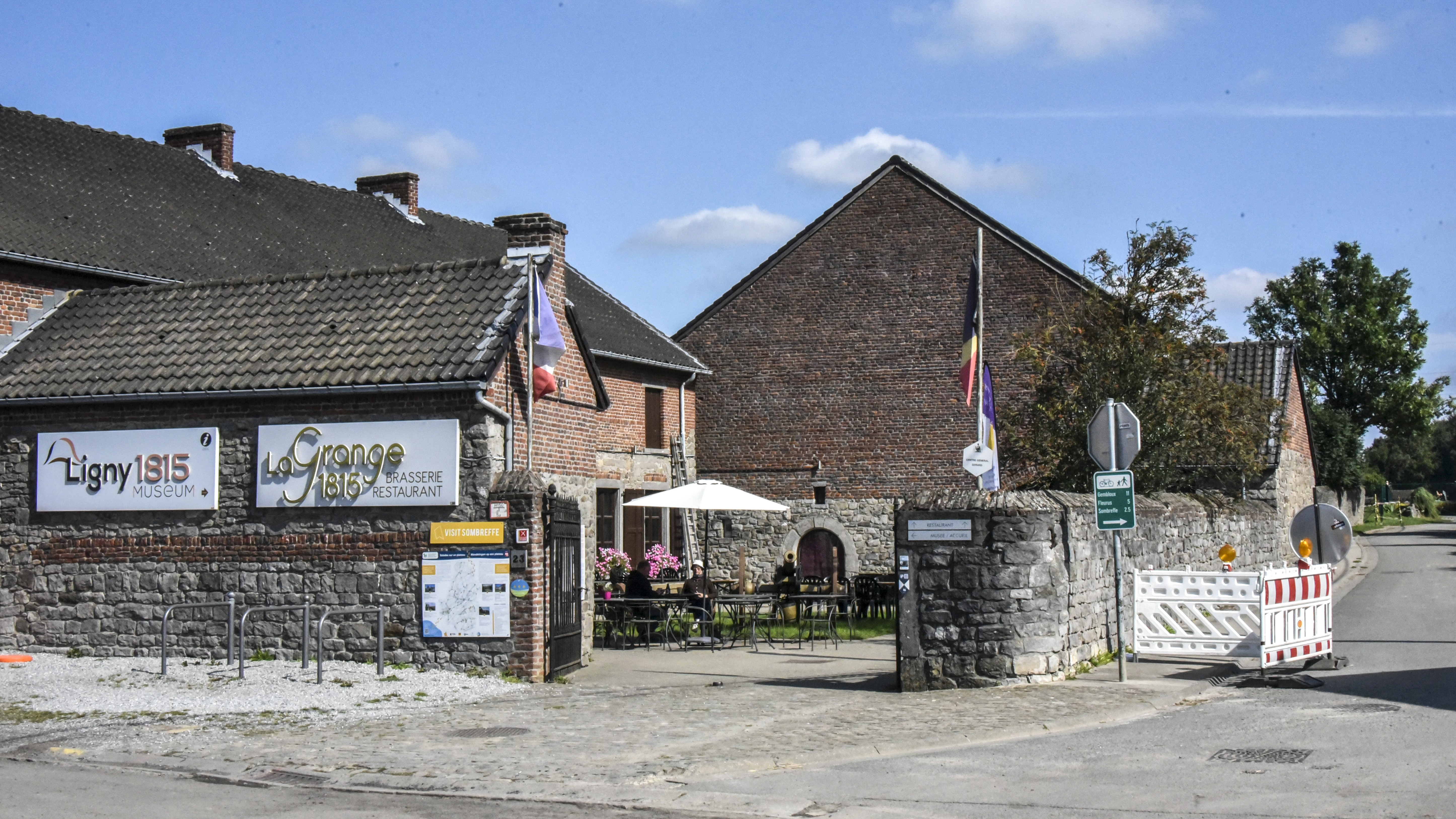
Ligny 1815 Museum

Het Ligny 1815 Museum is een museum in Ligny in de Belgische provincie Namen. Het museum belicht de slag bij Ligny, die plaatsvond op 16 juni 1815. Het was een belangrijke veldslag, waarbij duizenden doden en gewonden vielen, en leidde twee dagen later tot de slag bij Waterloo.
Het museum vindt onderdak in een gerestaureerde hoeve waarvan de oudste delen uit de 17e eeuw stammen. De schuur diende na de slag als ziekenboeg voor gewonden van zowel de Pruisen als de Fransen. Het gelijkvloers en de eerste verdieping van het museum bevatten kostuums en voorwerpen die herinneren aan de veldslag.

## Galerij

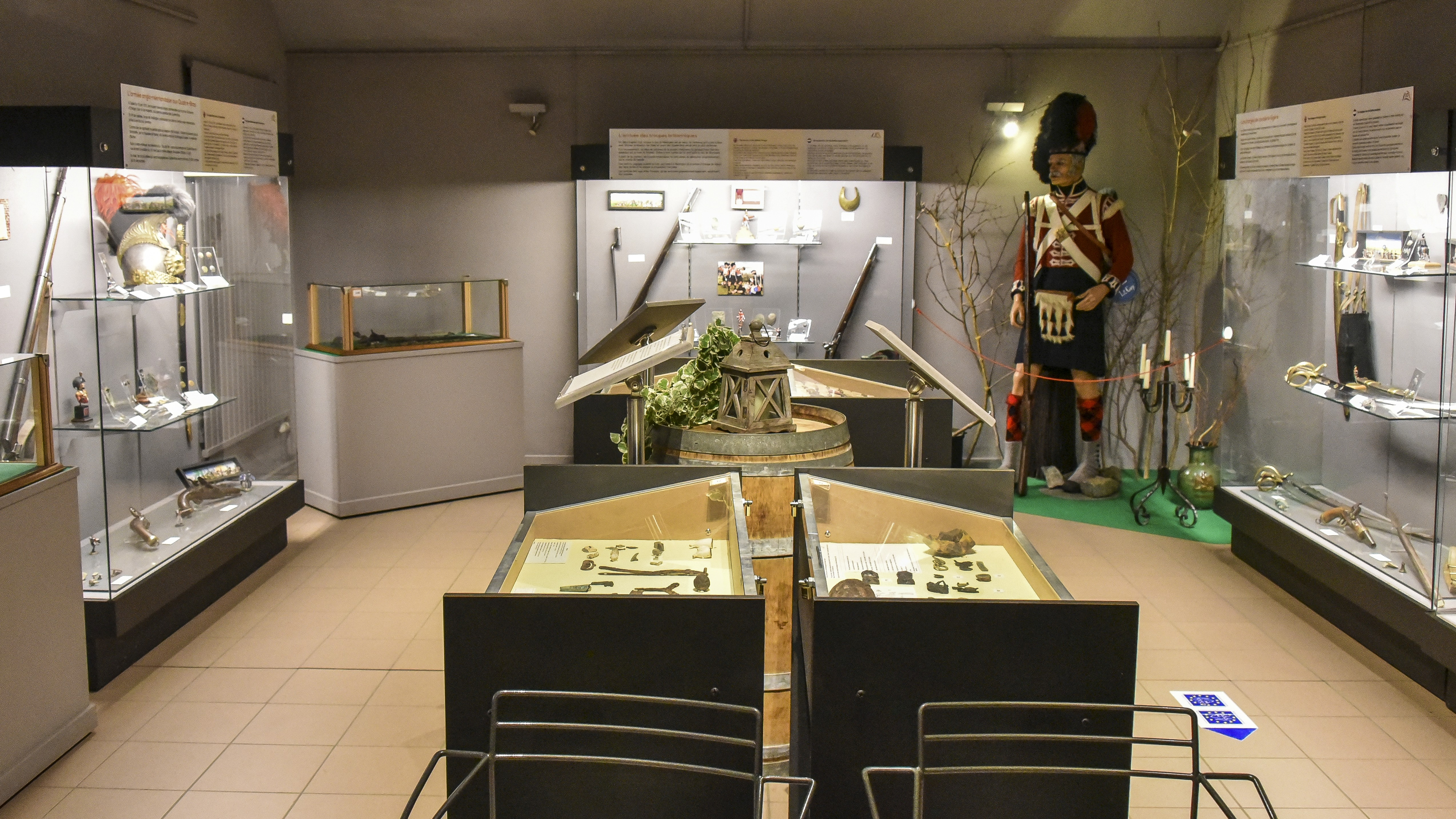
Tentoonstellingsruimte
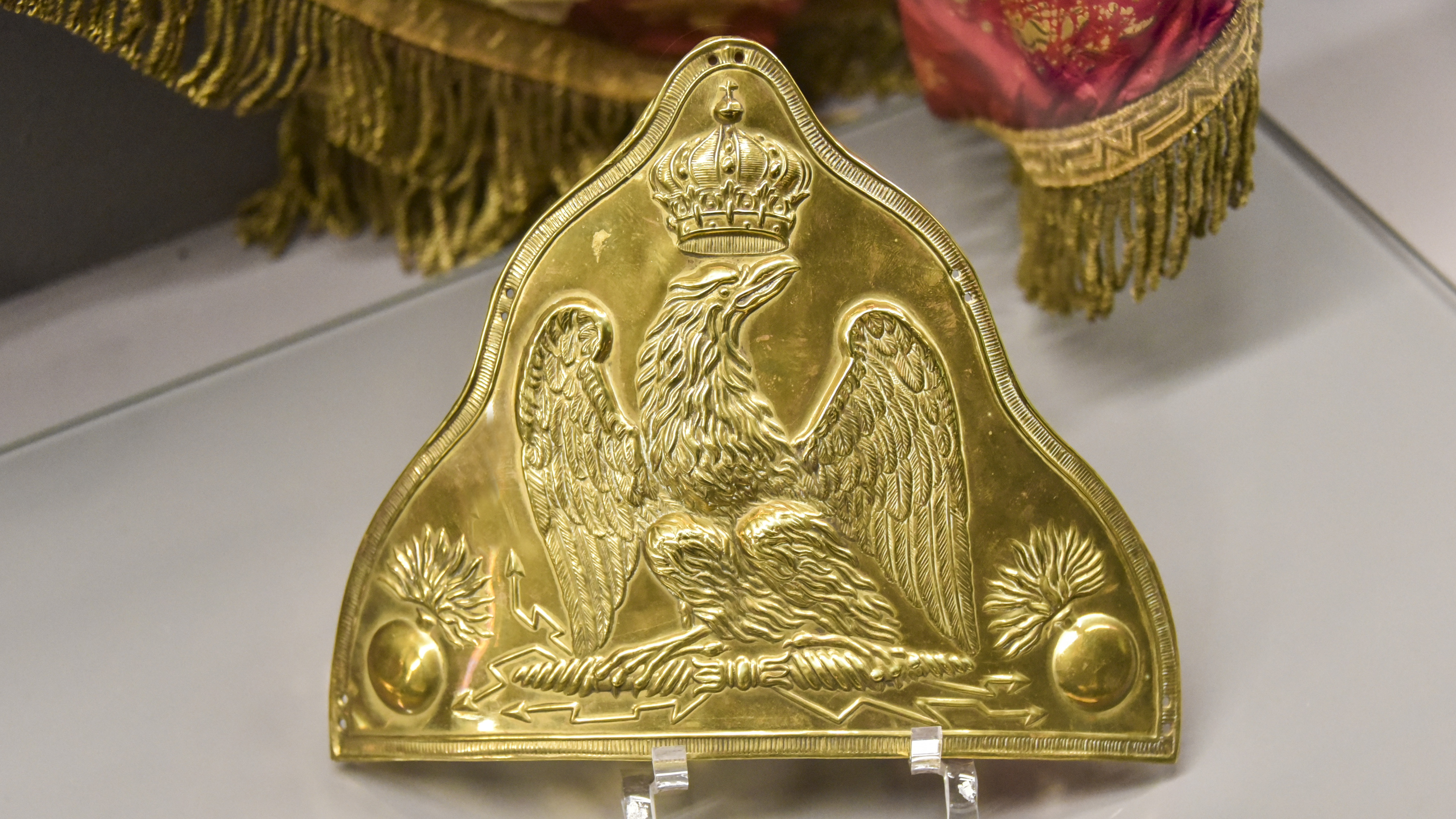
Voorplaat van een berenmuts van een grenadier van de Franse Keizerlijke Garde
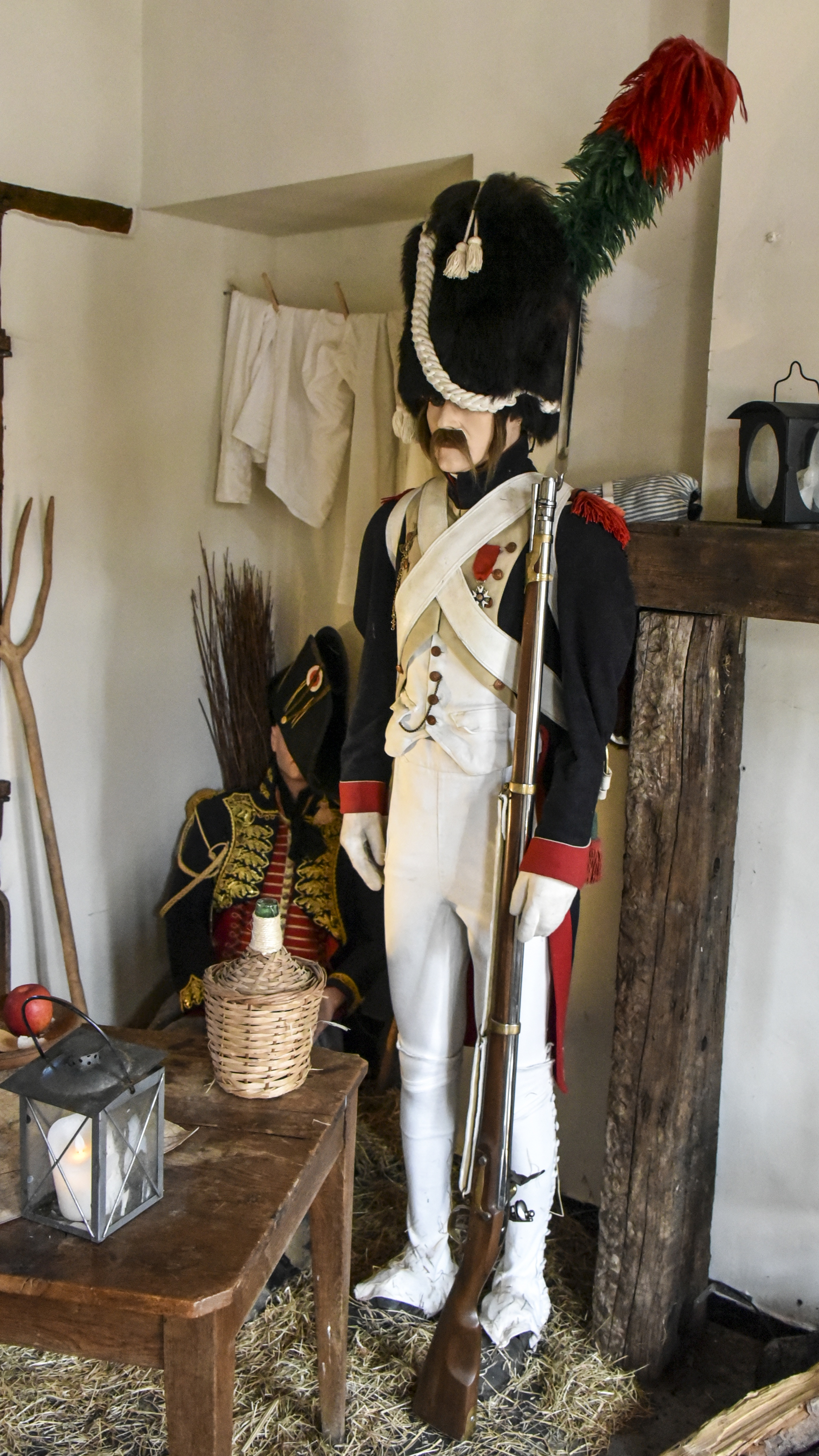
Uniform vaan een jager van de Keizerlijke Garde